# Bogdana (Vaslui)
Bogdana é uma comuna romena localizada no distrito de Vaslui, na região de Moldávia. A comuna possui uma área de 49.51 km² e sua população era de 1818 habitantes segundo o censo de 2007.